# Alginátové ovoce
Alginátové ovoce je náhražka skutečného ovoce, která se používá v pekařství. V současnosti je to jedna z nejčastěji používaných pekárenských přísad.  Ovoce používané pro potravinářské účely má obvykle červenou, žlutou nebo zelenou barvu.
Základní surovinou pro výrobu této přísady jsou červené mořské řasy neboli ruduchy, které se suší a poté se z nich připravuje agar. Tento  přírodní polysacharid má velmi příznivé potravinářské vlastnosti, jako je vysoká gelující schopnost, díky čemuž je velmi vhodný k přípravě želatiny a různých želé. Dokáže také stabilizovat potravinářskou hmotu, a proto se používá jako zahušťovadlo při přípravě různých dezertů, krémů či pudinků.